# Lycoteuthidae
Famille
Sous-familles de rang inférieur
- Lampadioteuthinae
- Lycoteuthinae

Les calmars perlés ou lycoteuthidés (Lycoteuthidae) forment une famille de céphalopodes décapodes. 
Ils sont caractérisés par l'absence de crochets et des photophores présents sur les viscères, dans les globes oculaires et dans les tentacules.

## Liste des espèces
Selon World Register of Marine Species (16 mai 2016) et BioLib (16 mai 2016) :
- sous-famille Lampadioteuthinae Berry, 1916
  - genre Lampadioteuthis Berry, 1916
    - espèce Lampadioteuthis megaleia S. S. Berry, 1916
- sous-famille Lycoteuthinae Pfeffer, 1908
  - genre Lycoteuthis Pfeffer, 1900
    - espèce Lycoteuthis lorigera (Steenstrup, 1875)
    - espèce Lycoteuthis springeri (G. L. Voss, 1956)

  - genre Nematolampas Berry, 1913
    - espèce Nematolampas regalis S. S. Berry, 1913
    - espèce Nematolampas venezuelensis Arocha, 2003

  - genre Selenoteuthis Voss, 1959
    - espèce Selenoteuthis scintillans G. L. Voss, 1959

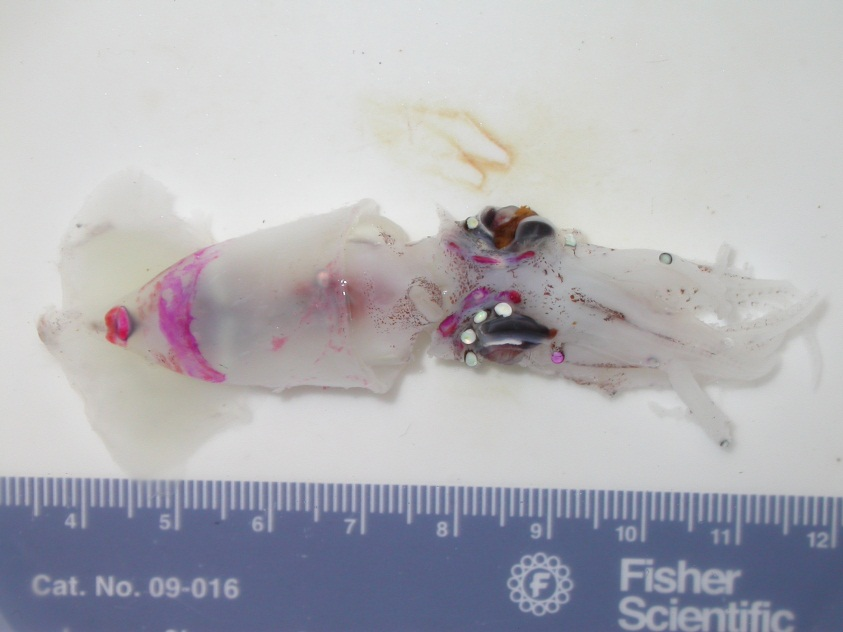
Lampadioteuthis megaleia
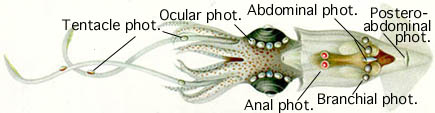
Lycoteuthis lorigera